# Hoàng (album)
Hoàng là album phòng thu thứ ba của nữ ca sĩ Việt Nam Hoàng Thùy Linh được phát hành bởi Hãng đĩa Thời Đại và Sony Music Entertainment vào ngày 20 tháng 10 năm 2019. Album bao gồm 9 bài hát theo thể loại future bass, dân ca điện tử với hai đĩa đơn đã ra mắt trước đó là "Để Mị nói cho mà nghe" và "Tứ phủ". Cả hai sản phẩm đều có sự kết hợp giữa chất liệu dân gian và cách làm nhạc hiện đại.
Album mang về nhiều giải thưởng, bao gồm giải thưởng Âm nhạc Cống hiến cho "Album của năm", giúp cho DTAP cũng như chính Linh thắng hạng mục "Nhà sản xuất của năm" và "Ca sĩ của năm". Hoàng là album chủ đề mang đậm bản sắc văn hóa dân gian và văn học Việt Nam, đó còn là hành trình những cảm xúc của một người phụ nữ trải qua nhiều giai đoạn thăng trầm trong cuộc đời. Chính vì lẽ đó, Hoàng không chỉ được đánh giá cao về chất lượng âm nhạc mà giai điệu và lời ca cũng nhận được những phản hồi tích cực.

## Hoàn cảnh ra đời
Nhóm sản xuất trẻ tuổi DTAP đã gửi demo ca khúc "Để Mị nói cho mà nghe" cho 10 người nhưng không nhận được hồi âm, sau đó ca khúc này được gửi đến Hoàng Thùy Linh và đã được cô phản hồi sau vài tiếng. Sau thành công vang dội của "Để Mị nói cho mà nghe", Hoàng Thùy Linh đã quyết định thực hiện một album dân gian đương đại.

## Bối cảnh và phát hành
Tối 20 tháng 10 năm 2019, Hoàng Thùy Linh giới thiệu CD tại Thành phố Hồ Chí Minh. Ca sĩ cho biết tên sản phẩm là cách cô muốn khẳng định tên tuổi "Hoàng Thùy Linh". Hoàng Thùy Linh cho biết album được lên kế hoạch làm từ khi có "Bánh trôi nước" (2016), nhưng lúc đó nữ ca sĩ chưa tìm được ê-kíp phù hợp để thể hiện hết những điều cô mong muốn. Khi gặp được những người "tâm đầu ý hợp" - DTAP - Hoàng mới ra đời. Suốt ba năm qua, cô chuẩn bị nhiều bài hát xong phải bỏ đi, vì càng để lâu, yêu cầu của cô ngày một khắt khe.

## Sáng tác
Dành hơn một năm trời để ra mắt album Hoàng, Hoàng Thuỳ Linh chia sẻ cô thật sự may mắn khi gặp được những người cộng sự tuyệt vời và đồng hành cùng cô là đội ngũ 3 bạn trẻ với tên gọi DTAP.
“Tôi chưa từng nghĩ những người trẻ như DTAP lại cho tôi những trải nghiệm hay ho về âm nhạc đến như thế. Chúng tôi làm nhạc như cùng nhau giải toán, nhưng lại càng làm càng say sưa…”— Hoàng Thùy Linh

Album “Hoàng” mang trong mình dòng nhạc folktronica và EDM. Điểm đặc biệt của sản phẩm này là mặc dù việc vận dụng những chất liệu văn học dân gian như truyện cổ tích ("Kẽo cà kẽo kẹt"), ca dao tục ngữ ("Kẻ cắp gặp bà già"), tác phẩm văn học ("Em đây chẳng phải Thúy Kiều") hay tín ngưỡng dân gian ("Duyên âm")... nhưng album vẫn mang hơi thở vô cùng hiện đại và đại chúng. Toàn bộ các ca khúc trong album được phối và sắp xếp theo thứ tự hợp lý, mang màu sắc vui tươi không hề nặng nề. Các bài hát được sáng tác bởi các/ tên tuổi như nhạc sĩ Hồ Hoài Anh, Thịnh Kainz, Kata Trần, nhà sản xuất âm nhạc Đoàn Minh Vũ, TripleD.

## Diễn biến thương mại
Năm 2019, Hoàng Thùy Linh cho phát hành lead single (bài hát mở đầu cho Album) mang tên "Để Mị nói cho mà nghe", MV gây bão lớn khi được lồng ghép để đoán đề thi tốt nghiệp. Tính đến hiện tại MV đã đạt được hơn 170 triệu lượt xem trên Youtube và 8 triệu lượt nghe trên nảng tảng nhạc trực tuyến Spotify.
Sau 2 tháng của "Để Mị nói cho mà nghe", Hoàng Thùy Linh tiếp tục cho mắt bài hát Tứ Phủ mang màu sắc văn hóa tâm linh đã được khai thác triệt để trong MV, vì mang yếu tố tín ngưỡng thờ mẫu nên MV gây nhiều tranh cãi. Dù vây, bài hát nhanh chóng đạt Top 1 iTunes Vietnam chỉ sau gần 5 tiếng và Top 1 Trending Youtube sau 18 tiếng phát hành. Bài hát vinh dự xuất hiện trong playlist Best of the week của Apple Music.
Vào đúng 20 giờ 10 phút ngày 20 tháng 10 năm 2019, Ngày Phụ nữ Việt Nam, Album "Hoàng" được ra mắt với công chúng như sự tôn vinh người phụ nữ, Album được phát hành cùng lúc phiên bản nhạc số song song với vật lý.

## Danh sách bài hát
Tất cả các ca khúc được sản xuất bởi Thịnh Kainz (trừ nơi ghi chú)
| Hoàng — Phiên bản tiêu chuẩn | Hoàng — Phiên bản tiêu chuẩn           | Hoàng — Phiên bản tiêu chuẩn           | Hoàng — Phiên bản tiêu chuẩn | Hoàng — Phiên bản tiêu chuẩn |
| STT                          | Nhan đề                                | Sáng tác                               | Sản xuất                     | Thời lượng                   |
| ---------------------------- | -------------------------------------- | -------------------------------------- | ---------------------------- | ---------------------------- |
| 1.                           | "Khởi đầu"                             | Thịnh Kainz, Kata Trần                 |                              | 0:35                         |
| 2.                           | "Để Mị nói cho mà nghe"                | Thịnh Kainz, Kata Trần, T-Bass         |                              | 3:14                         |
| 3.                           | "Duyên âm"                             | Thịnh Kainz, Kata Trần, BadBz          |                              | 3:00                         |
| 4.                           | "Em đây chẳng phải Thúy Kiều"          | Thịnh Kainz, Kata Trần, Tùng Cedrus    |                              | 3:35                         |
| 5.                           | "Lắm mối tối ngồi không"               | Thịnh Kainz, Kata Trần                 |                              | 3:15                         |
| 6.                           | "Kẽo cà kẽo kẹt"                       | Thịnh Kainz, Kata Trần                 |                              | 3:16                         |
| 7.                           | "Tứ phủ"                               | Hồ Hoài Anh[a], Nguyễn Khắc Ngân Vi[b] | Triple D                     | 4:25                         |
| 8.                           | "Kẻ cắp gặp bà già" (hợp tác với Binz) | Thịnh Kainz, Kata Trần, Binz           |                              | 3:52                         |
| 9.                           | "Giải kết"                             | Thịnh Kainz, Kata Trần, Hồ Hoài Anh[c] |                              | 1:16                         |
| Tổng thời lượng:             | Tổng thời lượng:                       | Tổng thời lượng:                       | Tổng thời lượng:             | 26:28                        |

| Hoàng — Phiên bản cao cấp (định dạng Cassette, đĩa than) | Hoàng — Phiên bản cao cấp (định dạng Cassette, đĩa than) | Hoàng — Phiên bản cao cấp (định dạng Cassette, đĩa than) | Hoàng — Phiên bản cao cấp (định dạng Cassette, đĩa than) | Hoàng — Phiên bản cao cấp (định dạng Cassette, đĩa than) |
| STT                                                      | Nhan đề                                                  | Sáng tác                                                 | Sản xuất                                                 | Thời lượng                                               |
| -------------------------------------------------------- | -------------------------------------------------------- | -------------------------------------------------------- | -------------------------------------------------------- | -------------------------------------------------------- |
| 7.                                                       | "Bánh trôi nước"                                         | Hồ Hoài Anh[a], Hồ Xuân Hương[b]                         | Long Halo                                                | 4:30                                                     |
| 8.                                                       | "Tứ phủ"                                                 | Hồ Hoài Anh[a], Ngân Vi[b]                               | Triple D                                                 | 4:25                                                     |
| 9.                                                       | "Kẻ cắp gặp bà già" (hợp tác với Binz)                   | Thịnh Kainz, Kata Trần, Binz                             |                                                          | 3:52                                                     |
| 10.                                                      | "Giải kết"                                               | Thịnh Kainz, Kata Trần, Hồ Hoài Anh[c]                   |                                                          | 1:16                                                     |
| Tổng thời lượng:                                         | Tổng thời lượng:                                         | Tổng thời lượng:                                         | Tổng thời lượng:                                         | 30:58                                                    |

Ghi chú
- ^a  phổ nhạc
- ^b  phổ thơ
- ^c  bổ sung lời

1. ↑  Lời bài hát được lấy từ bài thơ cùng tên của Hồ Xuân Hương nên bà cũng trong danh sách sáng tác.

## Đề cử và Giải thưởng
- Top 5 Nghệ sĩ Việt Nam có lượt nghe cao nhất trên Spotify
- Top 2 Album Thập kỷ trên Spotify Việt Nam

| Năm  | Giải thưởng                   | Hạng mục                         | Tác phẩm đề cử          | Kết quả   |       |
| ---- | ----------------------------- | -------------------------------- | ----------------------- | --------- | ----- |
| 2019 | Mnet Asian Music Awards       | Nghệ sĩ Việt Nam xuất sắc Châu Á | Hoàng Thùy Linh         | Đoạt giải |       |
| 2019 | Làn Sóng Xanh                 | Ca sĩ của năm                    | Hoàng Thùy Linh         | Đoạt giải | [ 6 ] |
| 2019 | Làn Sóng Xanh                 | Ca khúc của năm                  | "Để Mị nói cho mà nghe" | Đoạt giải | [ 6 ] |
| 2019 | Làn Sóng Xanh                 | Music video của năm              | "Để Mị nói cho mà nghe" | Đoạt giải | [ 6 ] |
| 2019 | Làn Sóng Xanh                 | Bài hát hiện tượng               | "Để Mị nói cho mà nghe" | Đoạt giải | [ 6 ] |
| 2019 | Làn Sóng Xanh                 | Hòa âm phối khí                  | "Để Mị nói cho mà nghe" | Đoạt giải | [ 6 ] |
| 2019 | Làn Sóng Xanh                 | Sự kết hợp xuất sắc              | "Để Mị nói cho mà nghe" | Đoạt giải | [ 6 ] |
| 2019 | Làn Sóng Xanh                 | Top 10 ca khúc được yêu thích    | "Để Mị nói cho mà nghe" | Đoạt giải | [ 6 ] |
| 2019 | Làn Sóng Xanh                 | Ca sĩ đột phá                    | Hoàng Thùy Linh         | Đoạt giải | [ 6 ] |
| 2019 | Giải Mai Vàng                 | Ca khúc của năm                  | "Để Mị nói cho mà nghe" | Đoạt giải |       |
| 2019 | Giải Mai Vàng                 | Nữ ca sĩ nhạc nhẹ                | "Để Mị nói cho mà nghe" | Đoạt giải |       |
| 2019 | Giải Mai Vàng                 | Top 10 nghệ sĩ                   | Hoàng Thùy Linh         | Đoạt giải |       |
| 2019 | METUB WebTVAsia Awards        | Viral music video of the year    | "Để Mị nói cho mà nghe" | Đoạt giải |       |
| 2019 | WeChoice Awards               | Top 10 nhân vật truyền cảm hứng  | Hoàng Thùy Linh         | Đoạt giải |       |
| 2019 | WeChoice Awards               | Ca sĩ có hoạt động đột phá       | Hoàng Thùy Linh         | Đề cử     |       |
| 2019 | WeChoice Awards               | Music Video của năm              | "Để Mị nói cho mà nghe" | Đề cử     |       |
| 2019 | Star Awards                   | Nữ ca sĩ của năm                 | Hoàng Thùy Linh         | Đoạt giải |       |
| 2020 | Giải thưởng Âm Nhạc Cống Hiến | Ca sĩ của năm                    | Hoàng Thùy Linh         | Đoạt giải |       |
| 2020 | Giải thưởng Âm Nhạc Cống Hiến | Album của năm                    | Hoàng                   | Đoạt giải | [ 7 ] |
| 2020 | Giải thưởng Âm Nhạc Cống Hiến | Nhà sản xuất của năm             | DTAP                    | Đoạt giải | [ 7 ] |
| 2020 | Giải thưởng Âm Nhạc Cống Hiến | Bài hát của năm                  | "Để Mị nói cho mà nghe" | Đoạt giải | [ 7 ] |
| 2020 | Giải thưởng Âm Nhạc Cống Hiến | Music video của năm              | "Để Mị nói cho mà nghe" | Đoạt giải | [ 7 ] |
| 2020 | Giải Mai Vàng                 | Nữ ca sĩ nhạc nhẹ                | "Kẻ cắp gặp bà già"     | Đề cử     |       |
| 2020 | Ấn tượng VTV                  | Ca sĩ ấn tượng                   | Hoàng Thùy Linh         | Đề cử     |       |
| 2020 | Men&Life                      | Nữ nghệ sĩ của năm               | Hoàng Thùy Linh         | Đoạt giải |       |
| 2021 | Giải thưởng Âm Nhạc Cống Hiến | Music video của năm              | "Kẻ cắp gặp bà già"     | Đề cử     |       |

## Xếp hạng

### Xếp hạng album
| Bảng xếp hạng                                | Vị trí cao nhất |
| -------------------------------------------- | --------------- |
| Vietnam iTunes Top Albums (iTunes)           | 1               |
| Vietnam Apple Music Top Albums (Apple Music) | 1               |
| Greatest Album Of The Decade (Spotify)       | 2               |

### Xếp hạng bài hát

#### Khởi đầu
| Bảng xếp hạng                                  | Vị trí cao nhất |
| ---------------------------------------------- | --------------- |
| Vietnam Apple Music Top Songs (Apple Music)    | 10              |
| Top 50 bài hát hàng đầu tại Việt Nam (Spotify) | 10              |

#### Để mị nói cho mà nghe
| Bảng xếp hạng                                  | Vị trí cao nhất |
| ---------------------------------------------- | --------------- |
| Vietnam iTunes Top Songs (iTunes)              | 4               |
| Vietnam Apple Music Top Songs (Apple Music)    | 2               |
| Top 50 bài hát hàng đầu tại Việt Nam (Spotify) | 3               |
| Top Trending (Youtube)                         | 1               |

#### Duyên Âm
| Bảng xếp hạng                                  | Vị trí cao nhất |
| ---------------------------------------------- | --------------- |
| Vietnam iTunes Top Songs (iTunes)              | 1               |
| Vietnam Apple Music Top Songs (Apple Music)    | 2               |
| Top 50 bài hát hàng đầu tại Việt Nam (Spotify) | 2               |
| Top Trending (Youtube)                         | 1               |

#### Em đây chẳng phải Thúy Kiều
| Bảng xếp hạng                                  | Vị trí cao nhất |
| ---------------------------------------------- | --------------- |
| Vietnam iTunes Top Songs (iTunes)              | 3               |
| Vietnam Apple Music Top Songs (Apple Music)    | 1               |
| Top 50 bài hát hàng đầu tại Việt Nam (Spotify) | 1               |
| Billboard Vietnam Hot 100                      | 57              |
| Billboard Vietnam Top Vietnamese Songs         | 36              |

#### Lắm mối tối ngồi không
| Bảng xếp hạng                                  | Vị trí cao nhất |
| ---------------------------------------------- | --------------- |
| Vietnam iTunes Top Songs (iTunes)              | 4               |
| Vietnam Apple Music Top Songs (Apple Music)    | 3               |
| Top 50 bài hát hàng đầu tại Việt Nam (Spotify) | 3               |

#### Kẽo cà kẽo kẹt
| Bảng xếp hạng                                  | Vị trí cao nhất |
| ---------------------------------------------- | --------------- |
| Vietnam iTunes Top Songs (iTunes)              | 5               |
| Vietnam Apple Music Top Songs (Apple Music)    | 5               |
| Top 50 bài hát hàng đầu tại Việt Nam (Spotify) | 5               |

#### Tứ phủ
| Bảng xếp hạng                                  | Vị trí cao nhất |
| ---------------------------------------------- | --------------- |
| Vietnam iTunes Top Songs (iTunes)              | 1               |
| Vietnam Apple Music Top Songs (Apple Music)    | 7               |
| Top 50 bài hát hàng đầu tại Việt Nam (Spotify) | 6               |
| Top Trending (Youtube)                         | 1               |

#### Kẻ cắp gặp bà già
| Bảng xếp hạng                                  | Vị trí cao nhất |
| ---------------------------------------------- | --------------- |
| Vietnam iTunes Top Songs (iTunes)              | 1               |
| Vietnam Apple Music Top Songs (Apple Music)    | 2               |
| Top 50 bài hát hàng đầu tại Việt Nam (Spotify) | 1               |
| Top Trending (Youtube)                         | 1               |
| BillBoard Vietnam Top Vietnamese Songs         | 79              |

#### Giải kết
| Bảng xếp hạng                                  | Vị trí cao nhất |
| ---------------------------------------------- | --------------- |
| Vietnam iTunes Top Songs (iTunes)              | 9               |
| Vietnam Apple Music Top Songs (Apple Music)    | 8               |
| Top 50 bài hát hàng đầu tại Việt Nam (Spotify) | 8               |